# پروژه پتروشیمی میانکاله
پروژه پتروشیمی میانکاله در منطقه حسین‌آباد شهرستان بهشهر و فاصله حدود ۵ کیلومتری تالاب میانکاله (در شرایط پرآب بودن تالاب) و ۲۰ کیلومتری آن در سرایط کنونی واقع است. طرح این پروژه به قبل از انقلاب ۱۳۵۷ ایران برمی‌گردد که به دلیل مشکلات زیست‌محیطی متوقف شد. بعد از انقلاب طرح این پروژه دوباره مطرح و در دولت حسن روحانی تصویب شد. اجرای پروژه در زمستان ۱۴۰۰ و در دولت سید ابراهیم رئیسی آغاز، ولی به دلیل نگرانی‌ها و اعتراضات متوقف شده‌است. فعالان محیط زیست احداث این پتروشیمی را به دلیل تولید پساب‌های صنعتی، آسیب‌رسان جدی به محیط زیست و پناهگاه حیات وحش میانکاله میدانند.
در ۳ تیر ۱۴۰۲ اخباری مبنی بر فنس‌کشی محدوده و ازسرگیری فعالیت ساختمانی در مراتع حسین‌آباد بهشهر منتشر شد. این در حالی‌ست که بر اساس بند غ مادۀ ۳۸ قانون برنامۀ ششم توسعه، هر فعالیت کوچک از قبیل فنس‌کشی نیز مصداق شروع عملیات اجرایی پروژه و مغایر با ضوابط محیط زیستی اعلام شده و سازمان حفاظت محیط زیست نیز مخالفت خود را با ساخت پتروشیمی در این محوطه اعلام کرده و بر اساس آخرین مکاتبات قوۀ قضاییه حتی زمین مورد ادعا نیز باید مسترد شود.
بازداشت فعال محیط زیست در نشست خبری پتروشیمی میانکاله
عصر روز ۱۳ تیر ۱۴۰۲ همزمان با برگزاری  نشست خبری پتروشیمی میانکاله اخباری مبنی بر بازداشت حر منصوری ملقب به دیده بان میانکاله در این نشست خبری منتشر شد و با فاصله زمانی کمی اخبار تأیید و با فاصله کمی بسیاری از رسانه های داخلی و خارجی این خبر را تأیید و منتشر کردند.
حر منصوری یکی از منتقدان جدی ساخت «پتروشیمی امیرآباد مازندران» بوده که از اول تیرماه ۱۴۰۲ همزمان با شروع بکار مجدد سرمایه‌گذار پتروشیمی در مرتع حسین‌آباد، نسبت به اجرای این پروژه ابراز نگرانی کرده بود.
همچنین این فعال محیط زیست با نام دیده بان میانکاله  در دو سال گذشته، بارها ایرادات قانونی، فنی و محیط ‌زیستی پروژه پتروشیمی میانکاله را بیان کرده و همواره این سوال را مطرح کرده که چرا باید پتروشیمی میانکاله بدون اخذ مجوز قانونی در مرتع ملی اجرا شود.

## تاریخچه پروژه
طرح این پروژه به قبل از انقلاب ۵۷ ایران بازمی‌گردد و قرار بود وزارت نفت در میانکاله پالایشگاه بسازد ولی با مخالفت اسکندر فیروز رئیس سازمان حفاظت محیط زیست روبرو شد. محمدرضا پهلوی علت مخالفت او را در ملاقاتی که با وی داشت، جویا شد و پروژه متوقف شد. بعد از انقلاب و در اسفند ۱۳۹۹ به پیشنهاد وزارت نفت ایران طرح این پروژه مورد موافقت دولت حسن روحانی قرار گرفت. هدف ایجاد زیرساخت‌های لازم برای رفع نیاز صنایع پایین‌دستی پتروشیمی و اشتغال‌زایی اعلام شده بود. این پروژه قرار بود در یک زمین ۹۰ هکتاری با ۸۰ هزار میلیارد تومان سرمایه‌گذاری ساخته و برای ۷۵ هزار نفر شغل ایجاد کند.

## مکان پروژه
مکان احداث پروژه در منطقه حسین‌آباد شهرستان بهشهر، حدود ۲۰ کیلومتری تالاب میانکاله است. میانکاله شبه‌جزیره‌ای است که از راه خلیج گرگان از استان مازندران جدا شده و فاصله کمی با محل ساخت مجتمع پتروشیمی، در منطقه حسین‌آباد، دارد. طرح احداث پتروشیمی در نزدیکی پناهگاه حیات وحش میانکاله که بهشت پرندگان لقب گرفته و تالاب آن ثبت جهانی شده، مدت‌هاست با اعتراض ساکنان محلی و فعالان محیط زیست روبروست و احداث مجتمع پتروشیمی در میانکاله را به دلیل تولید پساب‌های صنعتی، آسیب‌‌رسان جدی به محیط زیست و پناهگاه حیات وحش این منطقه میدانند.

## شروع و توقف پروژه
ساخت این مجتمع پتروشیمی اواخر اسفند ۱۴۰۰ آغاز شد ولی اعتراضات گسترده فعالان محیط زیست را در پی‌داشت. در فروردین ۱۴۰۱ سید ابراهیم رئیسی، رئیس‌جمهور بعدی ایران، به رئیس سازمان محیط زیست دستور داد از احداث پتروشیمی میانکاله به دلیل بروز مشکلات زیست‌محیطی جلوگیری کند. همچنین محمدجعفر منتظری، دادستان کل ایران دستور داد تا مشخص شدن نتیجه نهایی بررسی‌ها از ادامه فعالیت طرح جلوگیری شود. احمد وحیدی، وزیر کشور ایران نیز ساخت این پتروشیمی را تا بررسی مجدد ابهامات زیست‌محیطی متوقف می‌داند. به گفته علی بهادری جهرمی سخنگوی دولت ایران، کلنگ زنی پروژه متوقف شده‌است و در دولت ابراهیم رئیسی، اقدامی در این زمینه صورت نمی‌گیرد.
همزمان با گسترش دامنه اعتراضات به احداث این پروژه اختلافات میان مقامات ارشد حکومتی در ایران نیز تشدید شد. به‌رغم صدور حکم قضایی از سوی معاونت حقوق عامه دادستانی کل ایران، بخشی از فعالیت‌های احداث آن به‌طور شبانه ادامه داشت. همچنین محمدباقر قالیباف، رئیس مجلس شورای اسلامی، در اعتراض به توقف پروژه، اظهارات انتقادآمیز از تریبون علنی مجلس مطرح کرد. محمود حسینی‌پور، استاندار مازندران و غلامرضا شریعتی اندراتی نماینده بهشهر در مجلس ازجمله مدافعان این پروژه هستند. عربعلی جباری امام جمعه بهشهر در خطبه‌های نماز جمعه با انتقاد از مخالفان ساخت این پتروشیمی، آنها را خائن و مخالف رهبری خطاب کرد. پیشتر سیصد و هفت نفر از اعضای هیئت علمی دانشگاه‌های مختلف ایران در نامه سرگشاده به سید علی خامنه‌ای، رهبر ایران، از او خواستند که دستور دهد طرح این طرح متوقف شود.

## ازسرگیری مجدد فعالیت ساخت
در ۳ تیر ۱۴۰۲ اخباری مبنی بر فنس‌کشی محوطۀ مورد ادعا برای ساخت پتروشیمی و ازسرگیری فعالیت ساختمانی در مراتع حسین‌آباد بهشهر پس از یک سال منتشر شد. به دنبال انتشار این اخبار معاون انسانی سازمان محیط زیست استان مازندران اعلام کرد سازمان حفاظت محیط زیست نیز مخالفت خود را با ساخت پتروشیمی در این محوطه اعلام کرده و بر اساس بند غ مادۀ ۳۸ قانون برنامۀ ششم توسعه هر فعالیت کوچک از قبیل فنس‌کشی نیز مصداق شروع عملیات اجرایی پروژه و مغایر با ضوابط محیط زیستی به شمار می‌آید و بر اساس آخرین مکاتبات قوۀ قضاییه حتی زمین مورد ادعا نیز باید مسترد شود.